# Klakemulen
Der Kjella (norwegisch für Gefrorener-Boden-Schnauze; russisch Гора Боткина Gora Botkina) ist ein 2675 m hoher Berg der Sør Rondane im ostantarktischen Königin-Maud-Land. Er ist der südlichste Gipfel der Bergersenfjella.
Wissenschaftler des Norwegischen Polarinstituts benannten ihn 1973. Der Namensgeber der russischen Benennung ist nicht überliefert.